# Gregoire Belkowsky

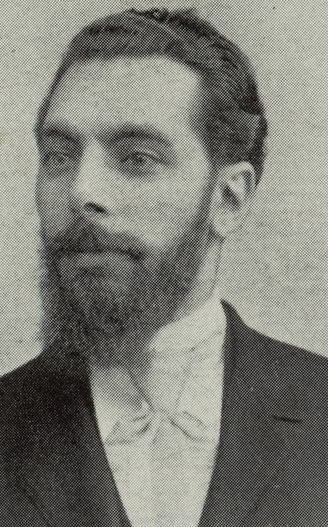
Zwi Belkowsky (1903)

Gregoire Zwi Hirsch Belkowsky (geb. 1865 in Odessa; gest. 1948 in Tel Aviv) war ein russischer Jurist. Er von 1893 bis 1897 Rechts- und Wirtschaftsprofessor an der Universität Sofia und gehörte zu den ersten Zionisten in Bulgarien.
Seit 1891 war er in Kontakt mit den Wiener Früh-Zionisten um Birnbaum, schloss sich dann Herzl an und bereitete den ersten Zionistenkongress mit vor, auf dem er ein Referat über Die Lage der Juden in Bulgarien hielt.
Er war von 1897 bis 1910 Mitglied des Großen Aktionskomitees, später in der Uganda-Frage führende Persönlichkeit der Opposition. 1897 lebte er in Paris, seit 1898 wieder in Russland.
Auch während der russischen Revolution betrieb er zionistische Propaganda, wurde 1924 deshalb aus der Sowjetunion ausgewiesen und ging nach Palästina.

## Werke
- mi zichronotai (1940, Memoiren)